# Cafeara
Cafeara este un oraș în Paraná (PR), Brazilia.